# Zhangixalus arboreus
Zhangixalus arboreus – gatunek płaza bezogonowego z rodziny nogolotkowatych (Rhacophoridae), występujący endemicznie na japońskich wyspach: Honsiu, Sado-shima, Izu Ō-shima i Nii-jima. Cechuje się dość dużymi rozmiarami – ciała samic osiągają długość do 8,2 cm. Zasiedla lasy nizinne i górskie, odżywia się owadami. Podczas rozrodu samice tworzą gniazda z piany, do których następnie składane są jaja. Jest gatunkiem najmniejszej troski w związku z szerokim zasięgiem występowania i dużą populacją.

## Wygląd
Jest to stosunkowo duży płaz. Ciała samców osiągają długość do 4,2–6,0 cm, a ciała samic do 5,9–8,2 cm. Głowa jest duża, palce u dłoni spięte dobrze rozwiniętą błoną pławną, błona pławna spinająca palce u stóp mniej rozbudowana. Palce u stóp i dłoni zakończone przylgami. Grzbiet jest jasnozielony, może być również pokryty czarnymi lub brązowymi kropkami. Brzuszna część ciała biała lub kremowa, występują jasne, brązowe kropki. Tęczówka przyjmuje barwę od pomarańczowej do brązowawoczerwonej.

## Zasięg występowania i siedlisko

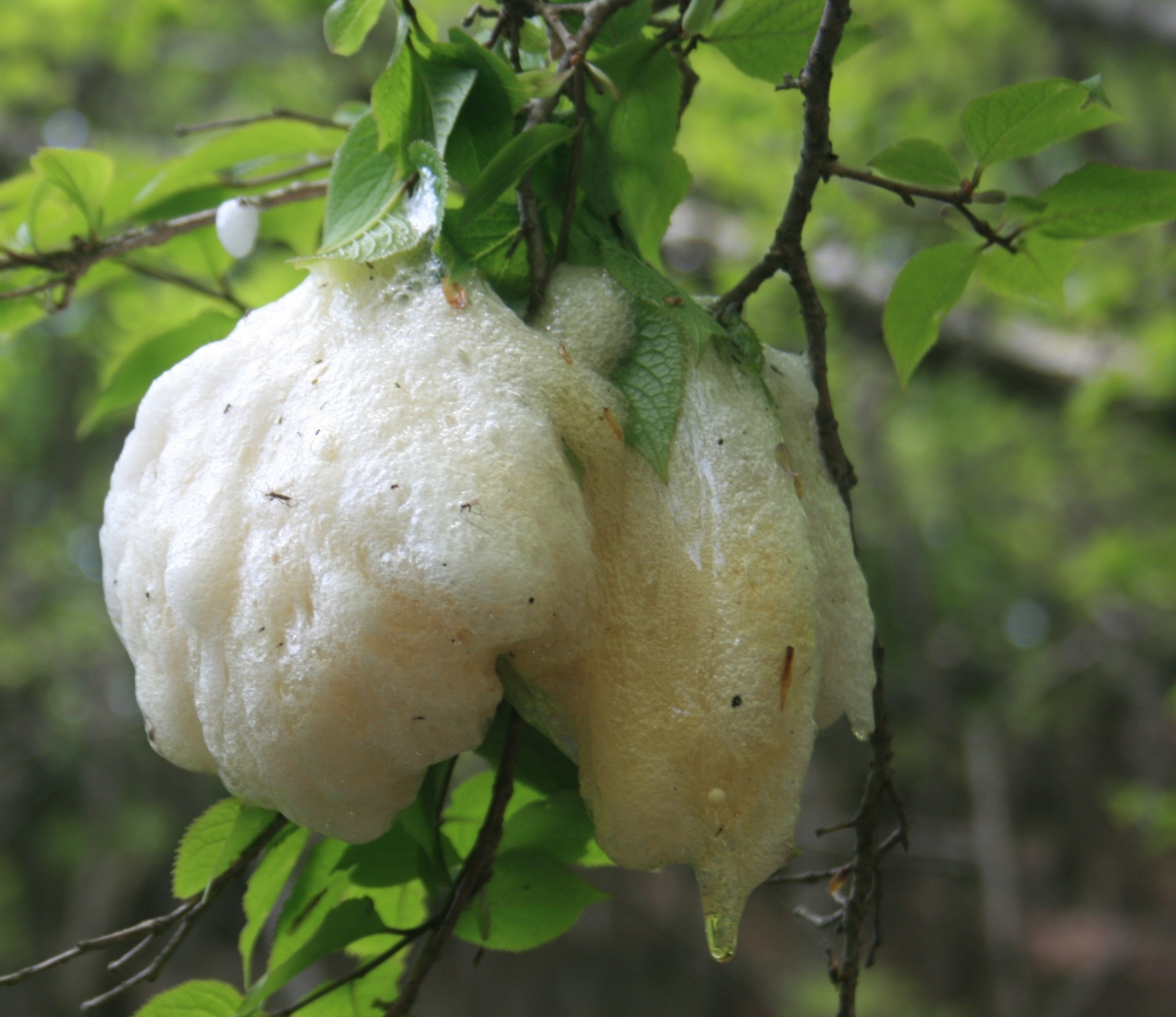
Gniazdo pianowe zawierające jaja Z. arboreus zawieszone na drzewie

Endemit. Występuje naturalnie na japońskich wyspach Honsiu (oprócz prefektury Ibaraki) i Sado. Ponadto introdukowany został na wyspy Izu Ō-shima i Nii-jima. Występuje na wysokościach bezwzględnych 0 – 2000 m n.p.m. Zasiedla lasy nizinne i górskie. Poza okresem godowym spotkać go można na drzewach i w ściółce. Zimą hibernuje zagrzebany w mchu lub glebie. Odżywia się owadami.

## Rozmnażanie i rozwój
Jaja składane są w gnieździe pianowym (ang. foam nest) zawieszonym na roślinności w pobliżu wód stagnujących. Samica najpierw tworzy gniazdo z piany, wydzielając z kloaki płyn zawierający białka albuminy. Następnie płyn jest ubijany przez jej kończyny tylne, tworząc tym samym pianę. Samica składa 300–800 jaj do gniazda z piany, a samiec je zapładnia. Gniazdo następnie twardnieje, chroniąc tym samym jaja przed wysychaniem i drapieżnikami. Po wykluciu kijanek piana mięknie, a kijanki przedostają się do zbiornika wodnego.

## Status
W związku z szerokim zasięgiem występowania, dużą populacją, a także niewielkim tempem spadku populacji Międzynarodowa Unia Ochrony Przyrody (IUCN) wymienia Zhangixalus arboreus w Czerwonej księdze gatunków zagrożonych jako gatunek najmniejszej troski (LC – least concern). Jego miejsca rozrodu zostały ustanowione pomnikami przyrody przez niektóre japońskie władze lokalne.